# 運転免許試験管理団
運転免許試験管理団（うんてんめんきょしけんかんりだん、DLA）は、韓国において自動車運転免許の新規交付・更新・記載事項の変更等を行う大韓民国警察庁傘下の機関であった。
2011年1月1日に道路交通法の改正に伴い、運転免許関連業務を道路交通公団に移譲するために2010年12月31日に廃止された。

## 歴史
- 2000年1月-運転免許試験管理団発足。警察庁から運転免許関連業務を引き継ぐ。
- 2010年12月31日 - 道路交通法の改正に伴い、運転免許関連業務を道路交通公団に移譲するために廃止。

## 運転免許試験場一覧
| 特別市、広域市、道 | 名称                   | 所在地       |
| ------------------ | ---------------------- | ------------ |
| ソウル特別市       | 江南運転免許試験場     | 江南区       |
| ソウル特別市       | 道峰運転免許試験場     | 蘆原区       |
| ソウル特別市       | 江西運転免許試験場     | 江西区       |
| ソウル特別市       | 西部運転免許試験場     | 麻浦区       |
| 釜山広域市         | 釜山南部運転免許試験場 | 南区         |
| 釜山広域市         | 釜山北部運転免許試験場 | 沙上区       |
| 大邱広域市         | 大邱運転免許試験場     | 北区         |
| 仁川広域市         | 仁川運転免許試験場     | 南洞区       |
| 大田広域市         | 大田運転免許試験場     | 東区         |
| 蔚山広域市         | 蔚山運転免許試験場     | 蔚州郡       |
| 京畿道             | 龍仁運転免許試験場     | 龍仁市器興区 |
| 京畿道             | 安山運転免許試験場     | 安山市檀園区 |
| 京畿道             | 議政府運転免許試験場   | 議政府市     |
| 江原特別自治道     | 春川運転免許試験場     | 春川市       |
| 江原特別自治道     | 江陵運転免許試験場     | 江陵市       |
| 江原特別自治道     | 原州運転免許試験場     | 原州市       |
| 江原特別自治道     | 太白運転免許試験場     | 太白市       |
| 忠清北道           | 清州運転免許試験場     | 清原郡       |
| 忠清北道           | 忠州運転免許試験場     | 忠州市       |
| 忠清南道           | 礼山運転免許試験場     | 礼山郡       |
| 全羅北道           | 全北運転免許試験場     | 全州市徳津区 |
| 全羅南道           | 全南運転免許試験場     | 羅州市       |
| 慶尚北道           | 聞慶運転免許試験場     | 聞慶市       |
| 慶尚北道           | 浦項運転免許試験場     | 浦項市南区   |
| 慶尚南道           | 馬山運転免許試験場     | 昌原市       |
| 済州特別自治道     | 済州運転免許試験場     | 済州市       |